# Apure (delfín)
Apure (Río Apure, Venezuela; 1957 - Zoológico de Duisburgo, Alemania; 9 de octubre de 2006) fue un delfín rosado macho, que vivió en el zoológico de Duisburgo siendo uno de los animales favoritos para el público.

## Vida
Apure fue capturado en 1975 en el Orinoco junto con el ejemplar macho Butu (nacido en 1973) en una expedición a América del Sur para el Zoológico de Duisburg. Proviene del río Apure en Venezuela, de ahí su nombre y su captura fue muy controvertida. 
Este delfín de río, debido a la gran diferencia de edad con el otro ejemplar, fue conocido con el alias de Padre, se trasladó en el otoño de 2005, junto con Butu a un costo de 3,2 millones de euros a su nueva residencia tropical en río Negro. Con esta nueva ubicación, en un estanque diez veces más grande provisto de ventanas, se quiso proporcionar un lugar tranquilo para su jubilación. 
A la edad de casi 50 años, murió el 9 de octubre de 2006, luego que sus movimientos en los días anteriores se habían tornado mucho más lentos. Se presume que la causa de muerte fue la avanzada edad. En el momento de su muerte, este animal era considerado el delfín de río más viejo en el mundo. En la naturaleza, la esperanza de vida de la especie, que es venerado en su tierra natal por los indígenas como una criatura mítica, es de aproximadamente 20 a 30 años.